# Salvatore Merlino
Salvatore „Chuckie“ Merlino (* 29. Juni 1939; † 22. Oktober 2012) war ein italienisch-amerikanischer Mobster der amerikanischen Cosa Nostra und in den 1980er Jahren der Underboss von der Bruno-Familie (Philadelphia Crime Family) aus Philadelphia (Pennsylvania). Er ist der Bruder des früheren Familien-Capos Lawrence „Yogi“ Merlino, sowie der Vater von Joseph Salvatore „Skinny Joey“ Merlino, der seit 1994 als neuer Boss der Familie gilt. 

## Leben
Geboren in Ducktown (Atlantic City), lernten „Chuckie“ und sein Bruder „Yogi“, ihren späteren Familien-Boss Nicodemo „Little Nicky“ Scarfo schon im Jugendalter kennen.
Am 16. März 1962 brachte seine Frau Rita seinen Sohn Joseph Salvatore Merlino zur Welt. 
Im Jahr 1979 ermordeten Salvatore Merlino, Salvatore „Salvie“ Testa und Robert „Bobby“ Lumio, den 31-jährigen Drogendealer  Michael „Coco“ Cifelli. Dieser soll an den Sohn von Familien-Capo Frank Monte Drogen verkauft haben. Michael Cifelli wurde von Merlino und Testa erschossen, während er in der Telefonzelle einer Bar in Point Breeze (Philadelphia) telefonierte. 
Im Jahr 1981 wurde Merlino der Underboss von Nicky Scarfo, bis dieser ihn aufgrund seiner starker Alkoholprobleme im Jahr 1986 wieder zum einfachen Soldato degradierte. Der Mafia-Experte und Autor George Anastasia von The Philadelphia Inquirer sagte: "Er wurde in Margate City (New Jersy) wegen Trunkenheit am Steuer angehalten. Merlino, der oft mehr trank als er vertrug, versuchte die Polizisten zu bestechen als sie mit ihm einen Promilletest machen wollten. Er bot 400 US-Dollar in bar und seine goldene Uhr. Merlino machte dieses Angebot während er in der Polizeistation war. Die Cops haben dies alles auf Video". Von 1982 bis 1984 war Merlino auch amtierender Boss, während Scarfo wegen eines Verstoßes gegen das Waffengesetz inhaftiert wurde.
Am 23. Mai 1984 wurde ihm, wie auch seinem Sohn im August des gleichen Jahres, durch die New Jersey Casino Kontrollkommission der Zutritt für Casinos im Bundesstaat New Jersey verboten.
In den 1980er Jahren wurde Salvatore Merlino wegen Erpressung und Mordes angeklagt und im Jahr 1986 inhaftiert. 
Im Jahr 2012 starb Salvatore „Chuckie“ Merlino während seiner Haftzeit im Gefängnis eines natürlichen Todes. 
Seine reguläre Entlassung aus dem Gefängnis wäre am 3. August 2016 gewesen.